# Сато Хіроакі
Сато Хіроакі (яп. 佐藤 弘明, нар. 5 лютого 1932, Хьоґо — пом. 1 січня 1988) — японський футболіст, що грав на позиції Півзахисника.

## Клубна кар'єра
Грав за університетську команду Kwangaku Club.

## Виступи за збірну
У 1955 році дебютував в офіційних матчах у складі національної збірної Японії. Був учасником футбольного турніру на Олімпійських іграх 1956 року.

## Статистика
Статистика виступів у національній збірній
| Збірна Японії | Збірна Японії | Збірна Японії |
| Роки          | Ігри          | голи          |
| ------------- | ------------- | ------------- |
| 1955          | 5             | 0             |
| 1956          | 3             | 0             |
| 1957          | 0             | 0             |
| 1958          | 4             | 0             |
| 1959          | 3             | 0             |
| Усього        | 15            | 0             |